# Alfred Bloch
Alfred Bloch (1877 - ?) va ser un futbolista francès que va prendre part en els Jocs Olímpics de París de 1900. A París guanyà la medalla de plata com a membre de la selecció francesa, representada per la Union des sociétés françaises de sports athlétiques.